# Marimatha dinawa
Marimatha dinawa là một loài bướm đêm trong họ Noctuidae.